# ブラックスポーツ
『ブラックスポーツ』は、TBS系列で放送されるトーク番組・特別番組である。

## 概要
ブラックマヨネーズがスポーツ選手とトークを繰り広げる番組。

## 出演者

### MC
- ブラックマヨネーズ

### トークゲスト
- 川島永嗣
- 清原和博

### スペシャルパネラー
- 高橋尚子

### ナレーション
- 立木文彦

## ネット局
| 放送対象地域   | 放送局                | 系列    | 放送日時                    | 遅れ日数   |
| -------------- | --------------------- | ------- | --------------------------- | ---------- |
| 関東広域圏     | TBSテレビ（TBS）      | TBS系列 | 2012年7月5日 23:45 - 24:50  | 制作局     |
| 山形県         | テレビユー山形（TUY） | TBS系列 | 2012年7月5日 23:50 - 24:50  | 同時ネット |
| 福島県         | テレビユー福島（TUF） | TBS系列 | 2012年7月5日 23:50 - 24:50  | 同時ネット |
| 石川県         | 北陸放送（MRO）       | TBS系列 | 2012年7月5日 23:50 - 24:50  | 同時ネット |
| 福岡県         | RKB毎日放送（RKB）    | TBS系列 | 2012年7月5日 23:50 - 24:50  | 同時ネット |
| 長崎県         | 長崎放送（NBC）       | TBS系列 | 2012年7月5日 23:50 - 24:50  | 同時ネット |
| 鹿児島県       | 南日本放送（MBC）     | TBS系列 | 2012年7月15日 10:30 - 11:30 | 10日遅れ   |
| 中京広域圏     | 中部日本放送（CBC）   | TBS系列 | 2012年7月16日 24:50 - 25:55 | 11日遅れ   |
| 岡山県・香川県 | 山陽放送（RSK）       | TBS系列 | 2012年7月17日 23:50 - 24:50 | 12日遅れ   |
| 熊本県         | 熊本放送（RKK）       | TBS系列 | 2012年7月21日 14:54 - 15:54 | 16日遅れ   |
| 広島県         | 中国放送（RCC）       | TBS系列 | 2012年8月15日 24:41 - 25:41 | 41日遅れ   |
| 大分県         | 大分放送（OBS）       | TBS系列 | 2012年8月20日 24:25 - 25:25 | 46日遅れ   |
| 山口県         | テレビ山口（tys）     | TBS系列 | 2012年8月22日 23:50 - 24:50 | 48日遅れ   |
| 新潟県         | 新潟放送（BSN）       | TBS系列 | 2012年9月24日 24:05 - 25:05 | 81日遅れ   |

## スタッフ
- 構成：堀江利幸、鈴木三世、松本建一
- TD：早川征典
- 音声：原田光
- 照明：今井尚人
- 美術プロデューサー：中西忠司
- デザイナー：三須明子
- 美術制作：大木章子
- 装置：森田正樹
- 操作：三谷剛大
- 装飾：川原栄一
- CG：ドラゴンプーピクチャーズ
- 音効：保苅智子（サウンドエッグノッグ）
- リサーチ：フォーミュレーション
- 編集：土井敬士（オムニバス・ジャパン）
- MA：小川るみ（オムニバス・ジャパン）
- TK：恩田明子
- 編成：菅原興二、佐々木威憲
- 宣伝：磯崎裕啓
- AD：藤岡勇士、岡山達幸、後藤紗矢香
- AP：麻生邦浩、青木恭子
- ディレクター：仁井出亮、青木章浩、小野寺健
- 演出：立澤哲也
- プロデューサー：横山英士、板倉孝一、佐藤慶太、首藤光典、坂本真起子
- 制作協力：極東電視台
- 製作著作：TBS